# Andrzej Myrcha
Andrzej Myrcha (ur. 15 marca 1939 w Siedlcach, zm. 28 października 1997) – polski biolog, nauczyciel akademicki, członek Polskiej Akademii Nauk.

## Życiorys

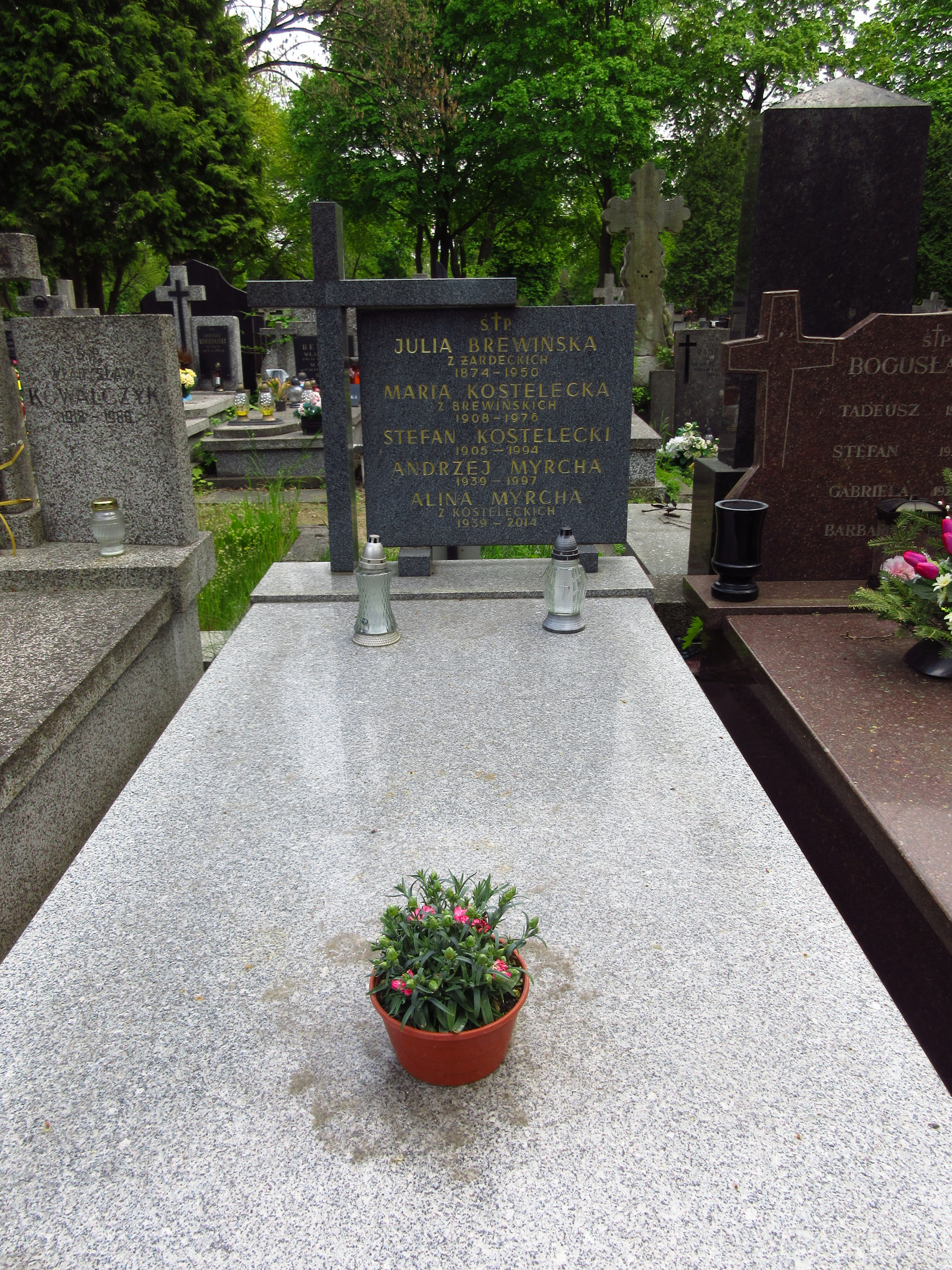
Grób profesorów Aliny i Andrzeja Myrchów na Cmentarzu Bródnowskim.

Był absolwentem Wydziału Biologii Uniwersytetu Warszawskiego, gdzie w 1962 roku uzyskał tytuł magistra, a w 1966 roku – doktora. W 1962 roku rozpoczął pracę w Zakładzie Badania Ssaków PAN w Białowieży. W 1966 roku przeniósł się do Instytutu Ekologii PAN w Dziekanowie Leśnym. Tu jego badania zaczęły się skupiać na zagadnieniach związanych z ptakami. W 1978 roku rozpoczął pracę w Instytucie Biologii Filii Uniwersytetu Warszawskiego w Białymstoku. W tym samym roku zaangażował się w wyprawy polarne. Wziął udział w pięciu wyprawach antarktycznych m.in. na stację im. Henryka Arctowskiego (jedną z nich kierował). Podczas wypraw prowadził badania żyjących tam pingwinów oraz gromadził szczątki pingwinów kopalnych. Zgromadzone przez niego eksponaty stały się zalążkiem kolekcji białostockiego Uniwersyteckiego Muzeum Przyrodniczego, o którego utworzenie zabiegał od 1980 roku.

Andrzej Myrcha należał do Polskiej Akademii Nauk, gdzie był m.in. członkiem m.in. Komitetu Badań Polarnych, Komitetu Ekologii oraz przewodniczącym rady naukowej Instytutu Ekologii. Był również członkiem Grupy Roboczej Ekologii Ptaków Morskich Naukowego Komitetu Badań Antarktycznych (SCAR). Był autorem ponad sześćdziesięciu publikacji naukowych. Swą pracę zawodową dzielił z żoną Aliną Myrcha – również biologiem i wykładowcą białostockiej uczelni.
W uznaniu zasług Senat Uniwersytetu w Białymstoku podejmując w dniu 29 września 1999 roku uchwałę o powołaniu muzeum przyrodniczego, nadał powstającej placówce jego imię. Pochowany na cmentarzu Bródnowskim w Warszawie (kwatera 49D-VI-17).